# كاثرين هانلي
كاثرين هانلي (بالإنجليزية: Catherine Hanley)‏ (1972)؛ روائية أسترالية.